# Sarcodes sanguinea
Sarcodes sanguinea ist die einzige Pflanzenart der monotypischen Gattung Sarcodes in der Familie der Heidekrautgewächse (Ericaceae). In ihrem nordamerikanischen Verbreitungsgebiet ist sie üblicherweise als snow plant „Schneepflanze“ oder snow flower „Schneeblume“ bekannt, da sie früh im Jahr aus dem oft noch schneebedeckten Boden sprießt.

## Beschreibung
Sarcodes sanguinea ist eine chlorophylllose, myko-heterotrophe, ausdauernde krautige Pflanze, die Wuchshöhen von meist 15 bis 30 (selten bis 50) cm erreicht. Sie ist besetzt mit mehrzelligen Drüsenhaaren. Ihre Wurzeln sind faserig, die aus ihnen sprießende Spross- und Blütenstandsachse ist rot bis orange. Die Blätter sind einfach.
Der unverzweigte Blütenstand ist vielblütig. Die fünfzähligen Blüten sind glockenförmig, am Ansatz schwach sackförmig. Die fünf freien Kelchblätter sind 10 bis 15 mm lang. Die fünf 12 bis 18 mm langen Kronblätter sind auf etwa dreiviertel ihrer Länge glockenförmig verwachsen. Die zehn Staubblätter sind zwei Drittel so lang wie die Krone. Die 3 bis 4 mm langen Staubbeutel sind verlängert und kurz gespornt, am Ende mit deutlich hervorgehobenen Schlitzen. Die Nektarien sind niedrig gelappt. Fünf Fruchtblätter sind zu einem oberständigen Fruchtknoten verwachsen. Der Griffel ist 3 bis 8 mm lang und endet in einer fünflappigen Narbe.
Die Kapselfrucht öffnet sich unregelmäßig und weist einen Durchmesser von 1 bis 2,5 cm auf. Die dickwandigen Samen sind annähernd eiförmig und 0,7 bis 0,9 mm lang; sie werden bei der Reife rötlich-braun. 
Die Chromosomenzahl beträgt 2n = 64.

## Verbreitung
Die Art findet sich im Westen Nordamerikas von Oregon und Kalifornien bis nach Mexiko (Baja California) in Höhenlagen von 1070 bis 3050 Meter.